# Bulbistridulous simplicis
Bulbistridulous simplicis är en insektsart som beskrevs av Wei Ying Hsia och Xiangwei Liu 1991. Bulbistridulous simplicis ingår i släktet Bulbistridulous och familjen vårtbitare. Inga underarter finns listade i Catalogue of Life.